# Voskovka juchtová
Voskovka juchtová (Hygrocybe russocoriacea) je velmi vzácný druh houby z čeledi šťavnatkovité (Hygrophoraceae). V Červeném seznamu hub České republiky je druh uveden jako kriticky ohrožený.

## Znaky
Klobouk dorůstá 0,5–3 cm v průměru, v mládí polokulovitý se postupně plošně rozevírá, ve středu má prohlubeň. Pokožka bělavá až světle okrová (okrové zbarvení je výrazné zejména v oblasti prohlubně), slizká. Po obvodu je klobouk prosvítavě rýhovaný.
Lupeny jsou bílé až smetanové, u třeně sbíhavé, na klobouku řídce uspořádané. Výtrusný prach je bílý.
Často pokroucený třeň je 1,5–4 cm dlouhý, válcovitý, suchý, hladký, dutý, bílý až krémový, u báze může být lehounce narůžovělý.
Dužnina je tenká, bílá, má mírnou chuť, voní po juchtě nebo cedrovém dřevě.

## Užití
Nejedlá houba.

## Ekologie
Roste na podzim na vlhkých loukách, pastvinách a travnatých, nehnojených plochách obecně.

## Rozšíření
Výskyt druhu byl popsán v oblastech Evropy, Islandu, Kanárských ostrovů a Severní Ameriky.

## Možnost záměny
- Voskovka panenská (Hygrocybe virginea) – liší se bledším středem klobouku a absencí vůně.[1]